# Oscar Bergendahl
Oscar Bergendahl, né le 8 mars 1995 à Kungsbacka en Suède, est un handballeur international suédois évoluant au poste de pivot.

## Palmarès

### En clubs
- Vainqueur du Championnat du Danemark (1) : 2022
- Vainqueur de la Coupe du Danemark (1) : 2020

### En équipe nationale
- Médaille d'argent au championnat du monde 2021,  Égypte
- Médaille d'or au championnat d'Europe 2022,  Hongrie /  Slovaquie
- 4e place au Championnat du monde 2023,  Suède /  Pologne
- Médaille de Bronze au Championnat d'Europe 2024,  Allemagne

### Distinctions individuelles
Il est élu comme meilleur défenseur du Championnat d'Europe 2022.